# Николина
Името Николина произхожда от гръцки език (в древногръцката митология: богинята Нике). В буквален превод името означава победа.
Женски вариант на „Никола“ и „Николай“. Българска трансрипция на гръцкото име Νικολαος (Nikolaos), което означава „победа на хората“ – от гръцките думи νικη (nike) „победа“ и λαος (laos) „хора“.